# Timàlia caragolet xocolata
La timàlia caragolet xocolata (Spelaeornis chocolatinus) és un ocell de la família dels timàlids (Timaliidae).

## Hàbitat i distribució
Viu entre la malesa del bosc, localment a l'Himàlaia, al nord de l'Índia des dels turons de Cachar cap al sud a Manipur i Mizoram.